# جوهان
سون غوهان باليابانية 孫 悟飯 هو شخصية خيالية من سلسلة دراغون بول صممت من قبل أكيرا تورياما.غوهان هو الابن الأول لسون غوكو بطل السلسلة وأمه تشي تشي ظهر لأول مرة بالفصل #196 تحت عنوان كاكاروت (カカロット Kakarotto?).تشي تشي والدة حريصة وصارمة للغاية.تجبره على التركيز بالدراسة وتبعده عن التدريب.ولكن نتيجة التهديدات العديدة التي تواجه الأرض، على مضض تسمح له بالقتال. وغوهان متزوج بفتاة تدعى فيديل ولديه ابنة تدعى بان. بمستوى الميستيك غوهان هو أحد اقوى شخصيات السلسلة.
غوهان شخصية هجينة نصف ساياجين نصف ارضية.
اشتهر غوهان بكونه أول الشخصيات التي تحولت إلى السوبر ساياجين 2, وبإنه قتل سيل.
يستطيع غوهان التحول إلى السوبر ساياجين، السوبر ساياجين2, ومستوى الميستيك.

## في بداية دراغون بول زد
ظهر غوهان في بداية دراغون بول زد مع والده سون غوكو وهو في سن الرابعة وقد ذهبا معا إلى جزيرة موتين روشي حيث اختطفه راديتز (أخو غوكو الأكبر) وتوجه كل من سون غوكو وبيكولو لانقاذه ومواجهة راديتز وفي تلك الاثناء غضب غوهان وبدات طاقته بالتزايد باطراد وهاجم راديتز بهجوم اذاه، بعد انتهاء المعركة اعجب بيكولو بقواه فقرر تدريبه حتى يغني صفوف مقاتلي الأرض.

## قبيل قدومفيجيتاواثناء القتال
ذهب غوهان للتدرب مع بيكولو لسنة وذلك لمواجهة السايجين القادمين ثم شارك في القتال ضدهم وكاد ان يقتل من قبل نابا الا ان بيكولو افتداه بجسده، كما ساعد هو وكريلين سون غوكو للتصدي لفيجيتا، وقد كانت لجوهان الكلمة الحاسمة في المعركة بعد ان ارهق فيجيتا تماما اثر تحوله لاوزارو.

## بعد التوجه إلى كوكب الناميك والقتال مع فريزا وقبيل عودة غوكو إلى الأرض
توجه كل من جوهان وبولما وكريلين (هوشي بالنسخة العربية) إلى كوكب الناميكي وذلك لجمع كرات التنين الناميكية وهناك تم تحرير طاقة غوهان وكريلين المخباة من قبل كبير الناميك ثم تعاونا مع فيجيتا وذلك لمواجهة فريق غينيو وكادوا يقتلون جميعا لولا انقاذ سون غوكو لهم وقد تعرض جسد غوكو للإصابة فقاموا بنقله إلى الآلة التي تحوي سائلا يساعد على الشفاء وفي هذه الاثناء توجهوا لقتال فريزا كل من غوهان وكريلين وفيجيتا ثم انضم لهم فيما بعد بيكولو الا انهم لم يكونوا اندادا لفريزا الذي اتضح ان له 4 اشكال تبلغ طاقة الشكل الاخير منهم 120,000,000كي الا ان انتهاء معالجة غوكو الذي تضاعفت قوته اضعافا لتصل إلى 3,000,000 قد ساعدهم خاصة مع قدرته على القيام بالكايو كين التي تساعد على مضاعفة القوة حيي قام بالكايو كين 20 مرة فاصبحت طاقته 60,000,000 كي الا انها لم تكن ذات نفع ثم استعمل الكينغي داما الا ان فريزا عاد غاضبا وقتل بيكولو وكريلين وتوجه قاصدا قتل غوهان فانفجرت طاقة غوكو وتحول اللى السوبر ساياجين لأول مرة واصبحت طاقته 150,000,000 كي ثم امر غوهان باخذ الجميع من هذا الكوكب الموشك على الانفجار والعودة إلى الأرض ثم اكمل غوكو معركته مع فريزا التي انتهت بانتصار سون غوكو وبعد عودة الجميع إلى الأرض أصبح هناك خطر محدق بهم الا وهو غارليك جونيو الذي استطاع غوهان في النهاية القضاء عليه واعادة السلام إلى الأرض وبعد فترة اتى فريزا إلى الأرض وكان قد استبدل العديد من الاعضاء في جسده بالات نتيجة تدميرها وقد رافقه والده كينغ كولد وقد كانت هذه بمثابة صدمة بالنسبة لهم خاصة ان غوكو ما زال في الفضاء الخارجي الا ان ظهور فتى غريب وتحوله إلى سوبر ساياجين قد انفذهم من فريزا وبعد لحظات وصل غوكو إلى الأرض واخبره هذا الفتى بانه ابن فيجيتا وقد اتى من المستقبل ويدعى ترانكس واعطاه دواء للقلب وقال له ان بعد سنة سيظهر اليون شديدو القوة وستصاب بمرض في القلب وستموت به.

## ظهور الاليين وسيل
لم يكن لغوهان الدور الفعال في هذه الفترة حيث تمت مواجهتهم من قبل البقية وقد نجح سيل بالوصول إلى المثالية عن طريق امتصاص الاليين واستطاع هزيمة فيجيتا وترانكس بينما كان كل من غوهان وغوكو يتدربان في غرفة الوقت والروح وهناك استطاع غوهان التحول إلى السوبر ساياجين.

## العاب سيل
بدات بقتال كل من غوكو وسيل الا ان غوكو قال انا اعلم من هو اقوى مني وهو غوهان ولكن طاقة غوهان لم تكن كافية لهزيمة سيل الا ان قيام سيل بمحاولة اغضاب غوهان بايذاء الجميع عن طريق السيل جونيور وقتله لاندرويد 16 ادى إلى انفجار غضب غوهان وتحول إلى السوبر ساياجين 2 فاصبح ذو قوة خارقة للغاية فبدا باهانة سيل الذي كان كالدمية امام طاقة غوهان الا ان غرور غوهان وعجز سيل ادى إلى قيام سيل بالمحاولة إلى عملية التدمير الذاتي التي ستؤدي إلى تدمير الأرض وقتل من عليها فقام غوكو بالانتقال الاني وذلك لنقل سيل إلى كوكب كايو ومع انفجار سيل مات كل من غوكو وكايو وتدمر كوكب كايو الا ان سل قد عاد مع زيادة هائلة في طاقته في حين ان ظاقة غوهان تناقصت بشكل كبير نتيجة لتعبه واصابته التي تلقاها لحماية فيجيتا حيث قرر سيل تدمير الأرض وبدات مواجهة الكاميهاميها بين غوهان وسيل وانتهت بانتصار غوهان بعد غضبه للمرة الثانية اثناء اطلاقه للكاميهاميها.

## بعد سبع سنوات
دخل غوهان إلى الكلية واهتم بمحاربة الجريمة واصبح له اخ صغير يدعى غوتين لم يرى اباه سون غوكو قط وبعد فترة طلب غوكو العودة إلى الأرض ليوم واحد وتمت الموافقة على طلبه حيث اراد غوكو المشاركة في التينكاتشي بودوكاي وهي بطولة للفنون القتالية لرؤية تطور طاقة كل من غوهان وفيجيتا واثناء البطولة طلب شخص يدعى كايبتو من غوهان التحول إلى السوبر ساياجين فتحول إلى 2 فهاجمه شخصان وامتصا طاقته على مراى من غوكو الذي اخبر ه الكايوشين بضرورة ذلك لكشف موقع شخص يدعى بابيدي يسعى لاستعادة شرير خارق القوة يدعى ماجين بو ويملك بابيدي القدرة على السيطرة على العقول وبعد إعادة طاقة غوهان لما كانت عليه توجه غوكو وغوهان وفيحيتا وبيكولو وكريلين وكايوشين وكايبتو للحاق بهذين الشخصين لكشف موقع بابيدي حيث خاضوا عدة قتالات وواجه غوهان دابورا ملك الشياطين في الكون صاحب اقوة المذهلة الذي حول كريلين وبيكولو وكايبتو إلى حجر ولكن دابورا انسحب ليخبر بابيدي بوجود شخص شرير بينهم وهو فيجيتا فقام بابيدي بالسيطرة على فيجيتا وجعله يواجه غوكو لجمع الطاقة الكافية لاستعادة ماجين بو وتوجه غوهان والكايوشين لمنع بابيدي الا انهما لم ينجحا وظهر ماجين بو الذي يملك طاقة هائلة وقام بقتل دابورا ثم هاجم غوهان وكايوشين وأصبح جوهان على حافة الموت حيث اختفت طاقته وظن الجميع انه قد مات.

## غوهان والسيف زد
قام كايوشين بانقاذ غوهان واخذه إلى عالمه حيث تدرب غوهان هناك على السيف زد وبعد انتهاى فترة غوكو على الأرض اكتشف بان غوهان لم يمت وبدا غوكو بتجربة قوة هذا السيف فقام بقذف صخرة بحجم جبل تجاهه بقطعه السيف نصفين ثم جرب الكايوشين توجيه اقسى معدن في العالم مما ادى إلى انكسار السيف وظهور الكايوشين الكبير صاحب القدرات المذهلة الذي اتفق مع غوكو وغوهان بان يخرج الطاقة المخباة لدى غوهان فاصبحت طاقته تفوق الوصف وتوجه لقتال سوبر بو وانتصر عليه الا ان امتصاصه لغوتينكس وبيكولو ضاعف من طاقته فاستطاع هزيمة غوهان فقام الكايوشين الكبير بالتضحية بروحه لاعادة جوكو الذي قتل بو بالغينكي داما.

## غوهان في الافلام
ظهر غوهان في جميع الافلام كشخصية رئيسية وظهر في 3 من اصل 5 حلقات خاصة وقد شكل أحد احجار الزاوية في هزيمة برولي في الفيلمين الثامن والعاشر وهاتشياك في الحلقة الخاصة الرابعة وقتل فريزا مرة أخرى في الفيلم 12 وشارك في هزيمة هيلدغران في الفيلم 13 وهو الذي هزم بوجاك وانقذ الأرض من بوجاك في الفيلم التاسع وظهر غوهان المستقبلي في الحلقة الخاصة الثانية.

## غوهان في دراغون بول سوبر
قد تضاءلت طاقة غوهان في دراغون بول سوبر نتيجة لتركه التدريب حيث انه في بداية دراغون بول سوبر قد فقد وعيه بضربة واحدة من بيروس وفي ارك احياء فريزا بعد ان تم احياءه بكرات التنين وتدرب لاربع أشهر واجه غوهان اتباع فريزا وهزمهم بسهولة الا انه كان عاجزا امام الطاقة المذهلة لفريزا وقد اضطر إلى جمع طاقته لدرجة كادت ان تدمر جسده كي يستطيع غوكو الوصول إلى الأرض بالانتقال الاني وبعد هذا بدأ غوهان بالعودة إلى التدريب وقد عرض عليه غوكو وفيجيتا المشاركة في بطولة الاكوان الا ان غوهان لم يستطع ان ياتي لانه عليه ان ينجز عمله كعالم وفي ارك بلاك غوكو لم يظهر جوهان بشكل جيد، الا انه بعد هذا الارك بدأ بالظهور بشكل أكبر فقد تدرب مع غوكو كما انه من المقاتلين ال10 في ارك الاكوان وقد قاتل ضد لافندا في العرض الذي اجري بين الكونين التاسع والسابع وقد ان غوهان متفوقا حتى بدون السوبر ساياجين الا ان خصمه قام بسمه فبدات طاقة غوهان بالتناقص واحتاج السوبر ساياجين للانتصار طاقة غوهان قد زادت بشكل كبير بعد القتال مع فريزا بعد نهاية العرض التمهيدي تدرب غوهان مع بيكولو واستطاع ايقاظ طاقته الكامنة وعاد ليكون اقوى بكثير من السابق حتى انه استطاع ان يقاتل والده الذي استخدم السوبر ساياجين بلو بالمعركة التمهيدية الا ان غوهان خسر بعد استخدام غوكو للكايوكين وتم تعيين غوهان قائد الكون السابع في بطولة الاكوان قام غوهان بهزيمة واخراج بوتامو من الكون السادس، اوبوني من الكون العاشر، ساونيل وبيرينا من الكون السادس، وساعد في إخراج الانيلازا من الكون الثالث ثم قاتل إلى جانب الالي 17 ضد توبو قبل ان يذهب لقتال ديسبو الذي استطاع هزيمة فريزا وفي النهاية خرج مع ديسبو بعد ان قام بتثبيته وامر فريزا باخرجهما معا.